# Ardices notatum
Ardices notatum är en fjärilsart som beskrevs av Butler 1878. Ardices notatum ingår i släktet Ardices och familjen björnspinnare. Inga underarter finns listade i Catalogue of Life.